# Associazione Calcio Femminile Milan 1994-1995
Questa voce raccoglie le informazioni riguardanti la Associazione Calcio Femminile Milan nelle competizioni ufficiali della stagione 1994-1995.

## Rosa
Rosa aggiornata all'inizio della stagione.
| N. |                     | Ruolo | Calciatrice        |
| -- | ------------------- | ----- | ------------------ |
|    | Italia (bandiera)   | C     | Maura Carbone      |
|    | Italia (bandiera)   | D     | Alessia Carinelli  |
|    | Italia (bandiera)   | A     | Wally Chini        |
|    | Italia (bandiera)   | D     | Angela Cosentino   |
|    | Italia (bandiera)   | C     | Stefania De Marco  |
|    | Italia (bandiera)   | C     | Michela Ghirardi   |
|    | Italia (bandiera)   | C     | Sara Grassi        |
|    | Bulgaria (bandiera) | A     | Christina Hristova |
|    | Italia (bandiera)   | A     | Maria Macrì        |
|    | Italia (bandiera)   | A     | Monica Mammana     |

| N. |                   | Ruolo | Calciatrice           |
| -- | ----------------- | ----- | --------------------- |
|    | Italia (bandiera) | P     | Alessandra Martinelli |
|    | Italia (bandiera) | D     | Luigia Molinari       |
|    | Italia (bandiera) | D     | Fiorenza Minini       |
|    | Italia (bandiera) | C     | Cristina Murelli      |
|    | Italia (bandiera) | C     | Gabriella Olivieri    |
|    | Italia (bandiera) | D     | Chiara Renda          |
|    | Italia (bandiera) | A     | Federica Tamagnini    |
|    | Italia (bandiera) | P     | Paola Uberti          |
|    | Italia (bandiera) | D     | Annarita Vantaggiato  |
|    | Italia (bandiera) | A     | Adele Violi           |